# Hans Heusser
Hans Heusser (* 8. August 1892 in Zürich; † 27. Oktober 1942 in St. Gallen) war ein Schweizer Komponist und Dirigent.
Hans Heusser spielte in der Gründungszeit von "Dada Zürich" um 1916 als Pianist eine wichtige Rolle, obwohl er nie zum Kern der Bewegung gehörte. Trotzdem erlangte er einiges Aufsehen, welches am 25. Mai 1917 in einer "Soirée Hans Heusser" Ausdruck fand. Er lebte seit 1924 als Stadtmusikdirektor in St. Gallen. Als Komponist wurde er vor allem bekannt durch die Russische Rhapsodie, die seinerzeit sehr viel aufgeführt, von ihm selbst auf Grammophonplatte dirigiert, und zum 28. Eidgenössischen Musikfest in Winterthur 1986 als Pflichtstück für die Blasorchester der 3. Klasse festgesetzt wurde. Ebenso sind seine bekannten Märsche, z. B. der dem schweizerischen Flugpionier gewidmete Marsch Pilot Mittelholzer, immer wieder auf den Programmen der Blasorchester in der Schweiz zu finden.

## Werke für Blasorchester
- 1927 Pilot Mittelholzer. Marsch
- 1929 Russische Rhapsodie
- 1940 Schweizerland. Nationallieder-Potpourri
- Feurig Blut
- Locarno
- Meisterschützen
- Pro Arte
- Salve Lugano
- Schneidige Wehr
- Triumph
- St.Galler Marsch
- Flamme empor
- Rassig Volk

## Kammermusik
- 1914 Danse orientale für Klavier, extraite de la suite "Kismet"
- 1916 Automne – Herbst valse lente
- 1916 Sérénade Scènes pittoresques No. 2, pour piano
- 1917 3 danses caractéristiques für Klavier
- 1917 Adagio für Klavier
- 1917 Certosa di Pavia für Klavier
- 1917 Novellette für Klavier
- 1917 Praeludium für Klavier

## Vokalmusik
- 1910 Drei schlichte Lieder für eine Singstimme mit Klavierbegleitung – Gedichte von Hans Roelli
- 1910 Tanzweise für eine Singstimme mit Klavierbegleitung – Text von Huggenberger
- 1925 Augen, meine lieben Fensterlein für Sängerin – Text von Gottfried Keller
- Ausgetönt hat meine Saite Lied für eine Singstimme mit Klavierbegleitung, opus 27